# Frigento
Frigento község (comune) Olaszország Campania régiójában, Avellino megyében.

## Fekvése
A megye keleti részén fekszik. Határai: Carife, Flumeri, Gesualdo, Grottaminarda, Guardia Lombardi, Rocca San Felice, Sturno és Villamaina.

## Története
A település a római Frequentia város helyén alakult ki, majd a középkor során előbb a Beneventói Hercegség, majd a Nápolyi Királyság része lett.  A következő századokban nemesi birtok volt. A 19. században nyerte el önállóságát, amikor a Nápolyi Királyságban felszámolták a feudalizmust.

## Népessége
A népesség számának alakulása:

## Főbb látnivalói
Fő látnivalói a román stílusban épült plébániatemplom, valamint a római kori régészeti leletek.